# Oberegg (Wiesenbach)
Oberegg ist ein Gemeindeteil der Gemeinde Wiesenbach im schwäbischen Landkreis Günzburg. Das Dorf liegt auf einem Höhenzug zwischen dem Schwarzbach- und Günztal.

## Geschichte
Oberwiesenbach gehörte seit 1447 zum Kloster Roggenburg. 
Am 1. Mai 1978 wurden die Gemeinden Oberegg und Oberwiesenbach in die Gemeinde Unterwiesenbach eingegliedert. Am 31. Oktober 1978 wurde der Name der Gemeinde Unterwiesenbach amtlich in Wiesenbach geändert.

## Baudenkmäler
- Katholische Kapelle St. Maria
- Katholische Kapelle St. Leonhard